# Diadasia knabiana
Diadasia knabiana är en biart som beskrevs av Cockerell 1917. Diadasia knabiana ingår i släktet Diadasia och familjen långtungebin. Inga underarter finns listade i Catalogue of Life.